# I bassifondi di Pietroburgo
I bassifondi di Pietroburgo (ru. Peterburgskie truščoby, Петербурские трущобы) è un romanzo d’appendice di Vsevolod Krestovskij.
Si tratta dell'opera più celebre dell’autore, ed è stata scritta con il sostegno di N.G. Pomjalovskij. Egli ha notevolmente influito sulla stesura, suggerendo all’autore di comporre un romanzo nello spirito de I misteri di Parigi di Eugène Sue, in cui riunire realismo e romanticismo.

## Pubblicazione
Pubblicato per la prima volta sulla rivista Otečestvennye zapiski (1864-1866), stralci sono usciti anche sulla rivista Epocha (1864), mentre edizione completa ha visto la luce in 4 volumi (1867), per poi essere ristampata più volte.

## Critica
Il romanzo è stato tra le opere letterarie più popolari in Russia nella seconda metà del XIX secolo. Tutti i tratti del romanzo, quali la trama avventurosa, le precise e realistiche caratteristiche fisico-psicologiche dei personaggi, i luoghi conosciuti dove si svolge l’azione, gli schizzi tipici della vita dei diversi strati della società, suscitavano tra i lettori interesse e dibattiti. Ciononostante, questo romanzo si attirò critiche in positivo e in negativo.
I. Turgenev lo definiva una “sciocchezza”, il noto editore e giornalista A. Suvorin ne notava caratteristiche “stenografiche”, mentre al contrario V. I. Nemirovič-Dančenko si rivolgeva alla gran parte dei lettori che lodavano il romanzo, evidenziando particolarmente la dinamicità dell’azione.
Gradualmente il romanzo fu dimenticato. Verso la fine degli anni '80 del XX secolo, il romanzo è stato riedito in due volumi (e poi ripubblicato nel 2005), e le questioni sociali da esso poste hanno nuovamente ottenuto l’attenzione dei lettori.